# یون می-جین
یون می-جین (به کره‌ای: 윤미진 - Yun Mi-Jin) ورزشکار زن رشتهٔ تیراندازی با کمان اهل کشور کره جنوبی است. وی در بین سال‌های ‎۲۰۰۰ تا ۲۰۰۴ میلادی در مسابقات بازی‌های المپیک تابستانی در مجموع ۳ مدال طلا را کسب کرد.